# Karl Pitschel
Karl (Carl) Pitschel (1829 – 29 de gener de 1883) va ser un mestre d'escacs austríac.
Va ocupar el quart lloc a Krefeld 1871 (9è Congrés de la DSB-oest, el campió fou Louis Paulsen),  va ocupar el quart lloc a Leipzig el 1871 (primer congrés de la DSB, el campió fou Adolf Anderssen),  va ocupar el cinquè lloc a Altona 1872 (tercer congrés del Nord). DSB Congress, Anderssen fou el guanyador),  va ocupar el 12è lloc a Torneig de Viena de 1873 (guanyat per Wilhelm Steinitz i Joseph Henry Blackburne),  va compartir el primer lloc amb Anderssen i Carl Goering a Leipzig 1876 (2n Congrés de l'MDSB),  va ocupar el 12è lloc al torneig d'escacs de París 1878 (Johannes Zukertort i Szymon Winawer foren els campions),  i va empatar als llocs 6–7 a Leipzig 1879 (1r Congrés DSB, va guanyar Berthold Englisch). Pitschel es va retirar després de tres rondes i els seus jocs no es van comptar en els resultats oficials de Berlín 1881 (2n Congrés DSB).